# Zjednoczone Emiraty Arabskie na Letnich Igrzyskach Olimpijskich 1988
Zjednoczone Emiraty Arabskie na Letnich Igrzyskach Olimpijskich 1988 w Seulu reprezentowało 12 mężczyzn. Wzięli oni udział w 15 konkurencjach w 2 dyscyplinach. Nie zdobyli oni na tych igrzyskach żadnego medalu. Był to drugi występ reprezentacji Zjednoczonych Emiratów Arabskich na letnich igrzyskach olimpijskich.

## Skład reprezentacji

### Kolarstwo

#### Kolarstwo szosowe
| Zawodnik                                         | Konkurencja                | Czas      | Miejsce |
| ------------------------------------------------ | -------------------------- | --------- | ------- |
| Sultan Khalifa                                   | wyścig ze startu wspólnego | 4:44:37   | 101.    |
| Khalifa Bin Omair                                | wyścig ze startu wspólnego | DNF       | DNF     |
| Issa Mohamed                                     | wyścig ze startu wspólnego | DNF       | DNF     |
| Ali Al-Abed Ali Hayyaz Sultan Khalifa Naji Sayed | drużynowa jazda na czas    | 2:26:11,3 | 29.     |

### Pływanie
| Zawodnik                                                       | Konkurencja               | Eliminacje | Eliminacje | Finał | Finał   |
| Zawodnik                                                       | Konkurencja               | Czas       | Miejsce    | Czas  | Miejsce |
| -------------------------------------------------------------- | ------------------------- | ---------- | ---------- | ----- | ------- |
| Mubarak Faraj Bilal                                            | 50 m stylem dowolnym      | 27,60      | 68.        | NQ    | NQ      |
| Ahmad Faraj                                                    | 50 m stylem dowolnym      | 21,72      | 63.        | NQ    | NQ      |
| Ahmad Faraj                                                    | 100 m stylem dowolnym     | 59,10      | 73.        | NQ    | NQ      |
| Mohammed Binabid                                               | 100 m stylem dowolnym     | 58,81      | 72.        | NQ    | NQ      |
| Mohammed Binabid                                               | 200 m stylem dowolnym     | 2:09,43    | 61.        | NQ    | NQ      |
| Ahmad Faraj                                                    | 200 m stylem dowolnym     | 2:13,21    | 61.        | NQ    | NQ      |
| Bassam al-Ansari                                               | 400 m stylem dowolnym     | 4:39,36    | 47.        | NQ    | NQ      |
| Mohammed Binabid                                               | 400 m stylem dowolnym     | 4:47,28    | 49.        | NQ    | NQ      |
| Mohammed Binabid                                               | 100 m stylem grzbietowym  | 1:10,01    | 51.        | NQ    | NQ      |
| Mohamed Abdullah                                               | 100 m stylem grzbietowym  | 1:08,91    | 49.        | NQ    | NQ      |
| Mohamed Abdullah                                               | 200 m stylem grzbietowym  | 2:29,64    | 39.        | NQ    | NQ      |
| Mohammed Binabid                                               | 200 m stylem grzbietowym  | 2:36,21    | 40.        | NQ    | NQ      |
| Obaid Alrumaithi                                               | 100 m stylem klasycznym   | 1:17,01    | 60.        | NQ    | NQ      |
| Obaid Alrumaithi                                               | 200 m stylem klasycznym   | 2:50,49    | 52.        | NQ    | NQ      |
| Mohammed Binabid                                               | 100 m stylem motylkowym   | 1:06,25    | 49.        | NQ    | NQ      |
| Mohammed Binabid                                               | 200 m stylem zmiennym     | 2:29,08    | 53.        | NQ    | NQ      |
| Mohamed Abdullah                                               | 200 m stylem zmiennym     | 2:31,44    | 55.        | NQ    | NQ      |
| Ahmad Faraj Mohamed Abdullah Bassam al-Ansari Mohammed Binabid | 4 x 100 m stylem dowolnym | 3:58,92    | 19.        | NQ    | NQ      |
| Ahmad Faraj Mohamed Abdullah Bassam al-Ansari Mohammed Binabid | 4 x 200 m stylem dowolnym | 9:01,03    | 14.        | NQ    | NQ      |
| Ahmad Faraj Mohamed Abdullah Obaid Alrumaithi Mohammed Binabid | 4 x 100 m stylem zmiennym | 4:28,55    | 25.        | NQ    | NQ      |